# Stockholm Open 2017 - Qualificazioni singolare
Le qualificazioni del singolare dello Stockholm Open 2017 sono state un torneo di tennis preliminare per accedere alla fase finale della manifestazione. I vincitori dell'ultimo turno sono entrati di diritto nel tabellone principale. In caso di ritiro di uno o più giocatori aventi diritto a questi sono subentrati i lucky loser, ossia i giocatori che hanno perso nell'ultimo turno ma che avevano una classifica più alta rispetto agli altri partecipanti che avevano comunque perso nel turno finale.

## Teste di serie
1. Márton Fucsovics (qualificato)
2. Lukáš Lacko (qualificato)
3. Casper Ruud (primo turno)
4. Jerzy Janowicz (qualificato)

1. Stefano Napolitano (primo turno)
2. Marco Trungelliti (primo turno)
3. Jürgen Zopp (ultimo turno, Lucky loser)
4. Tim Smyczek (ultimo turno)

## Qualificati
1. Márton Fucsovics
2. Lukáš Lacko

1. Simone Bolelli
2. Jerzy Janowicz

## Lucky loser
1. Jürgen Zopp

## Tabellone

### Legenda
| - Q = Qualificato - WC = Wild card - LL = Lucky loser | - ALT = Alternate - SE = Special Exempt - PR = Protected Ranking | - w/o = Walkover - r = Ritirato - d = Squalificato |

### Sezione 1
|  | Primo turno | Primo turno      | Primo turno      | Primo turno | Primo turno |  |  | Ultimo turno | Ultimo turno     | Ultimo turno     | Ultimo turno | Ultimo turno |  |
|  |             |                  |                  |             |             |  |  |              |                  |                  |              |              |  |
|  | 1           | Márton Fucsovics | Márton Fucsovics | 6           | 6           |  |  |              |                  |                  |              |              |  |
|  | WC          | Karl Friberg     | Karl Friberg     | 0           | 3           |  |  | 1            | Márton Fucsovics | Márton Fucsovics | 6            | 6            |  |
|  |             | Stéphane Robert  | 64               | 6           | 4           |  |  | 8            | Tim Smyczek      | Tim Smyczek      | 4            | 0            |  |
|  | 8           | Tim Smyczek      | 7                | 1           | 6           |  |  |              |                  |                  |              |              |  |

### Sezione 2
|  | Primo turno | Primo turno       | Primo turno    | Primo turno | Primo turno |  |  | Ultimo turno | Ultimo turno | Ultimo turno | Ultimo turno | Ultimo turno |  |
|  |             |                   |                |             |             |  |  |              |              |              |              |              |  |
|  | 2           | Lukáš Lacko       | Lukáš Lacko    | 6           | 6           |  |  |              |              |              |              |              |  |
|  |             | Viktor Galović    | Viktor Galović | 4           | 3           |  |  | 2            | Lukáš Lacko  | 65           | 7            | 6            |  |
|  |             | Zdeněk Kolář      | 7              | 3           | 6           |  |  |              | Zdeněk Kolář | 7            | 63           | 3            |  |
|  | 6           | Marco Trungelliti | 67             | 6           | 3           |  |  |              |              |              |              |              |  |

### Sezione 3
|  | Primo turno | Primo turno        | Primo turno        | Primo turno | Primo turno |  |  | Ultimo turno | Ultimo turno   | Ultimo turno | Ultimo turno | Ultimo turno |  |
|  |             |                    |                    |             |             |  |  |              |                |              |              |              |  |
|  | 3           | Casper Ruud        | Casper Ruud        | 4           | 4           |  |  |              |                |              |              |              |  |
|  |             | Simone Bolelli     | Simone Bolelli     | 6           | 6           |  |  |              | Simone Bolelli | 6            | 1            | 7            |  |
|  |             | Illja Marčenko     | Illja Marčenko     | 6           | 6           |  |  |              | Illja Marčenko | 3            | 6            | 62           |  |
|  | 5           | Stefano Napolitano | Stefano Napolitano | 1           | 2           |  |  |              |                |              |              |              |  |

### Sezione 4
|  | Primo turno | Primo turno      | Primo turno    | Primo turno | Primo turno |  |  | Ultimo turno | Ultimo turno   | Ultimo turno | Ultimo turno | Ultimo turno |  |
|  |             |                  |                |             |             |  |  |              |                |              |              |              |  |
|  | 4           | Jerzy Janowicz   | 6(1)           | 7           | 6           |  |  |              |                |              |              |              |  |
|  |             | Andrea Arnaboldi | 7              | 5           | 1           |  |  | 4            | Jerzy Janowicz | 6            | 63           | 6            |  |
|  | WC          | Fred Simonsson   | Fred Simonsson | 4           | 2           |  |  | 7            | Jürgen Zopp    | 1            | 7            | 4            |  |
|  | 7           | Jürgen Zopp      | Jürgen Zopp    | 6           | 6           |  |  |              |                |              |              |              |  |